# Добротов
Добротов (укр. Добротів) — село в Ланчинской поселковой общине Надворнянского района Ивано-Франковской области Украины. Расположено на реке Прут.
Население по переписи 2001 года составляло 1968 человек. Занимает площадь 23,1 км². Почтовый индекс — 78454. Телефонный код — 03475.